# دينيس هاليداي

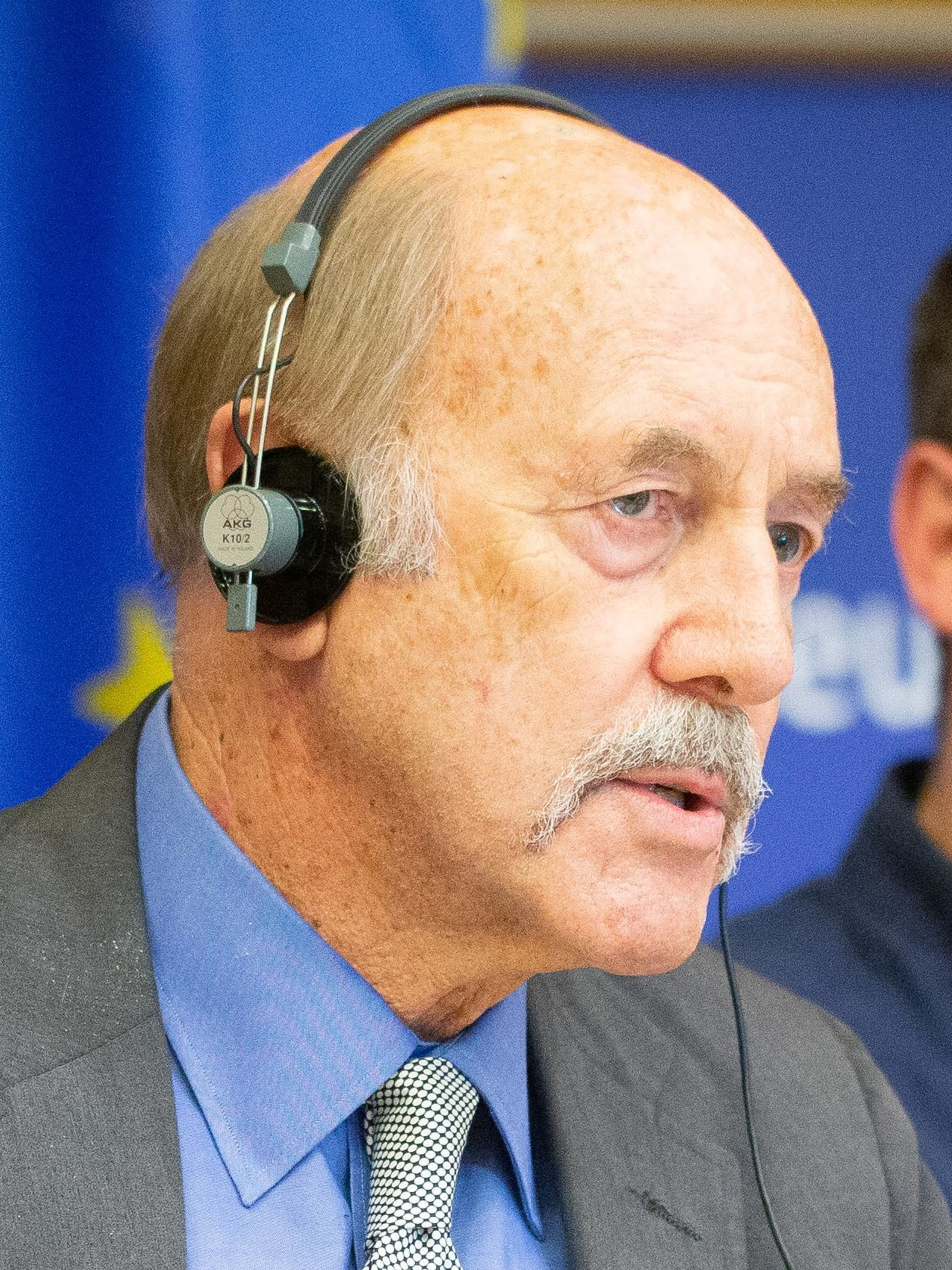
دينيس هاليداي (2019)

دينيس جيه. هاليداي (مواليد 1941 تقريبًا) دبلوماسي أيرلندي. شغل منصب منسق الأمم المتحدة للشؤون الإنسانية في العراق من 1سبتمبر 1997إلى 1998، وشغل سابقًا منصب نائب الممثل المقيم لبرنامج الأمم المتحدة الإنمائي في سنغافورة.
كان أول منصب له في طهران كموظف محترف مبتدئ في مجلس المساعدة الفنية والصندوق الخاص للأمم المتحدة.
تخرج من كلية ترينيتي بدبلن ، وحصل على درجة الماجستير في الاقتصاد والجغرافيا والإدارة العامة ؛ قضى هاليداي عامًا في كينيا كمتطوع كويكر من عام 1962 إلى عام 1963، قبل انضمامه إلى الأمم المتحدة في عام 1964. ومن عام 1966 إلى عام 1972، عمل في المكتب الآسيوي لمقر برنامج الأمم المتحدة الإنمائي في نيويورك، ثم في ماليزيا من عام 1972 إلى عام 1977 كنائب للممثل الإقليمي. وانتقل إلى إندونيسيا، واستمر كنائب للممثل الإقليمي حتى عام 1979، عندما انتقل إلى ساموا كممثل مقيم يغطي ساموا وجزر كوك وجزر توكيلاو ونيوي في جنوب المحيط الهادئ. عاد إلى نيويورك في عام 1981، وعمل في مكتب آسيا و المحيط الهادئ وفي عام 1985 أصبح نائب مدير قسم شؤون الموظفين ورئيس ديوان عام 1987. وفي عام 1985، تولى منصب نائب مدير قسم شؤون الموظفين قبل أن يصبح رئيس ديوان مكتب مدير برنامج الأمم المتحدة الإنمائي من عام 1987 إلى عام 1989. وشغل منصب مدير قسم شؤون الموظفين في برنامج الأمم المتحدة الإنمائي من عام 1989 إلى عام 1994. ثم عمل لفترة وجيزة كممثل إقليمي لبرنامج الأمم المتحدة الإنمائي في تايلاند، قبل أن يتولى منصب الأمين العام المساعد لإدارة الموارد البشرية للأمم المتحدة، ومقره في نيويورك، وخدم من عام 1994 إلى عام 1997، عندما تم تعيينه منسقًا للشؤون الإنسانية للأمم المتحدة في العراق.
بعد مسيرة مهنية استمرت اربعة وثلاثون عامًا في الأمم المتحدة، حيث وصل إلى مستوى مساعد الأمين العام، استقال هاليداي في عام 1998، بسبب العقوبات المفروضة على العراق ، واصفًا إياها بأنها " إبادة جماعية ". وقدم بعد ذلك التفسير التالي لقراره بالاستقالة:
كثيراً ما أضطر لشرح سبب استقالتي من الأمم المتحدة بعد مسيرة مهنية امتدت لثلاثين عاماً، ولماذا تحدّيتُ الدول القوية في مجلس الأمن الدولي ، ولماذا أواصل بعد خمس سنوات خدمةً لمصلحة الشعب العراقي. في الواقع، لم يكن هناك خيار، و لا زال ايضاً كنتم ستفعلون الشيء نفسه لو كنتم تشغلون منصبي كرئيس لبرنامج الأمم المتحدة الإنساني في العراق.
دُفعتُ إلى الاستقالة لرفضي الاستمرار في تنفيذ أوامر مجلس الأمن، وهو نفس المجلس الذي فرض عقوبات إبادة جماعية على الأبرياء في العراق وواصل تطبيقها. لم أكن أرغب في التواطؤ، بل أردتُ أن أكون حرًا و طليقاً للتحدث علنًا عن هذه الجريمة.
فوق كل شيء، كان شعوري الفطري بالعدالة، ولا يزال، غاضبًا من العنف الذي جلبته، ولا تزال، عقوبات الأمم المتحدة على حياة الأطفال والأسر - العائلات الممتدة، وأحباء العراق. لا مبرر لقتل ابناء العراق، لا كبار السن، ولا المرضى، ولا الأغنياء، ولا الفقراء.
سيقول البعض إن القيادة تعاقب الشعب العراقي. هذا ليس تصوري، ولا تجربتي من العيش في بغداد. وإذا كان الأمر كذلك، فكيف يُبرر ذلك فرض المزيد من العقوبات، بل العقاب الجماعي ، من قِبل الأمم المتحدة؟ لا أعتقد ذلك. والقانون الدولي لا يتضمن أي بند يتعلق بالعواقب غير المتناسبة والقاتلة للحظر الأممي المستمر منذ أكثر من اثنا عشر عامًا.

في عام 2003، مُنح هاليداي جائزة غاندي الدولية للسلام تقديرًا لعمله في لفت الانتباه إلى محنة العراقيين. وفي عام 2007، قدم الجائزة نفسها لموقع ميديا لينس ، الذي أجرى مؤسسه المشارك ديفيد إدواردز مقابلة مع هاليداي في مايو 2000 حول عمله في العراق. وفي عام 2009، وافق دينيس هاليداي على أن يصبح راعيًا لمؤسسة غاندي ، وقدم جائزة السلام السنوية إلى المركز القانوني للأطفال .
في الخامس والعشرين من أكتوبر 2007، عندما تم الكشف عن تمثال ديفيد لويد جورج في ساحة البرلمان ، نشر هاليداي وهارولد بينتر وجون بيلجر رسالة في صحيفة ديلي تلغراف أدانوا فيها "الاحتفال بإرث لويد جورج" ووصفوه بأنه "مخزٍ"، وشبهوا سياساته في القصف الجوي لدول الشرق الأوسط بحرب العراق الحالية.
منذ مغادرته الأمم المتحدة، شارك هاليداي في عدد من مبادرات السلام مثل بيردانا ، التي كان مؤسسها رئيس الوزراء الماليزي مهاتير محمد . وكان أحد الشهود الرئيسيين للدفاع في محاكمات ماري كيلي وبيت ستوب بلاوشيرز فايف الذين ألحقوا أضرارًا منفصلة بطائرة حربية أمريكية في مطار شانون في عام 2002. استمرت المحاكمات لأكثر من ثلاث سنوات وتمت تبرئة جميع المتهمين في النهاية. في عام 2014 كان مرة أخرى شاهدًا خبيرًا في محاكمة مارغريتا دارسي التي جلست على مدرج في مطار شانون للاحتجاج على استخدامه من قبل الجيش الأمريكي. في عام 2015 كان شاهدًا خبيرًا للدفاع في محاكمة النائبين كلير دالي وميك والاس اللذين تجاوزا السياج في نفس المطار لمحاولة تفتيش طائرة أمريكية بحثًا عن أسلحة. قضت دارسي فترتين في السجن (ثلاثة أشهر وأسبوعين على التوالي) بعد رفضها توقيع سند كفالة. وفي 22 أبريل/نيسان 2015، أُدين النائبان والاس ودالي وغُرِّما 2000 يورو لكل منهما أو 30 يومًا سجنًا في حال التخلف عن السداد. وبعد ذلك مباشرةً، أعلن النائبان عبر التلفزيون أنهما لن يدفعا.
كان هاليداي على متن السفينة الإنسانية "رايتشل كوري" في طريقها إلى غزة . وفي بيان صادر عن حملة التضامن الأيرلندية الفلسطينية ، قال هاليداي: "نؤكد أن هدفنا ليس الاستفزاز، بل إدخال حمولتنا من المساعدات إلى غزة. ندعو الأمم المتحدة إلى تفتيش الحمولة ومرافقتنا إلى غزة، وإرسال ممثل من الأمم المتحدة للإبحار على متنها قبل دخول المنطقة المحظورة".
ترأس هاليداي ثلاث محاكم دائمة للشعوب في سريلانكا ، وأصدر حكمًا على حكومة سريلانكا بأنها "مذنبة بارتكاب جريمة الإبادة الجماعية التي كانت ضد شعب إيلام التاميلي ".

## قراءة إضافية
- Hans C. von Sponeck (2006). A Different Kind of War: The UN Sanctions Regime in Iraq. New York, Oxford: Berghahn Books. ISBN:1-84545-222-4. Foreword by Celso Amorim; first published 2005 in Germany as Ein Anderer Krieg: Das Sanktionsregime der UNO im Irak.
- Hadani Ditmars. Salon interview, March 2002
- Denis Halliday. Gandhi International Peace Award acceptance speech, 30 January 2003
- Denis Halliday & Hans von Sponeck. Hostage Nation, 29 November 2001
- Amira Howeidy. Death for Oil - an Interview with Denis Halliday, 19 July 2000
- Rob Kennedy. Sanctioned genocide: Was 'the price' of disarming Iraq worth it?, DPA, 10 June 2003
- Richard Roth (a CNN Anchor). CNN interview, 19 March 2004
- Newsnight; BBC on 25 October 2007.